# District de Wujiagang

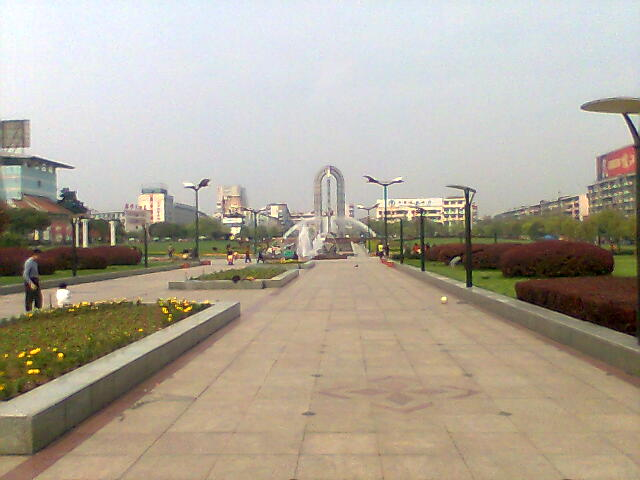
Place du 1re de Mai dans le district d'Wujiagang

Le district de Wujiagang (伍家岗区 ; pinyin : Wǔjiāgǎng Qū) est une subdivision administrative de la province du Hubei en Chine. Il est placé sous la juridiction de la ville-préfecture de Yichang.

## Transport
Le métro de Yichang qui est en planification devrait desservir ce district.